# ATC kod R01
ATC kod R01 Nazalni preparati su terapeutska podgrupa sistema za anatomsko terapeutsko hemijsku klasifikaciju. Ovaj sistem alfanumeričkih kodova je razvio  za klasifikaciju lekova i drugih medicinskih proizvoda.  Podgrupa R01 je deo anatomske grupe R Respiratorni sistem.

Kodovi za veterinarsku upotrebu (ATCvet kodovi) se mogu formirati stavljanjem slova Q ispred humanih ATC kodova: QR01... 
Nacionalna izdanja ATC klasifikacije mogu da obuhvataju dodatne kodove koji nisu prisutni na ovoj listi.

### R01AASimpatomimetici, samostalno
R01AA02 Ciklopentamin
R01AA03 Efedrin
R01AA04 Fenilefrin
R01AA05 Oksimetazolin
R01AA06 Tetrizolin
R01AA07 Ksilometazolin
R01AA08 Nafazolin
R01AA09 Tramazolin
R01AA10 Metizolin
R01AA11 Tuaminoheptan
R01AA12 Fenoksazolin
R01AA13 Timazolin
R01AA14 Epinefrin

### R01AB Simpatomimetici, kombinacije izuzev kortikosteroida
R01AB01 Fenilefrin
R01AB02 Nafazolin
R01AB03 Tetrizolin
R01AB05 Efedrin
R01AB06 Ksilometazolin
R01AB07 Oksimetazolin
R01AB08 Tuaminoheptan

### R01AC Antialergijski agensi, izuzev kortikosteroida
R01AC01 Kromoglicinska kiselina
R01AC02 Levokabastin
R01AC03 Azelastin
R01AC04 Antazolin
R01AC05 Spagluminska kiselina
R01AC06 Tonzilamin
R01AC07 Nedokromil
R01AC08 Olopatadin
R01AC51 Kromoglicinska kiselina, kombinacije

### R01AD Kortikosteroidi
R01AD01 Beklometazon
R01AD02 Prednizolon
R01AD03 Deksametazon
R01AD04 Flunisolid
R01AD05 Budezonid
R01AD06 Betametazon
R01AD07 Tiksokortol
R01AD08 Flutikazon
R01AD09 Mometazon furoat
R01AD11 Triamcinolon
R01AD52 Prednizolon, kombinacije
R01AD53 Deksametazon, kombinacije
R01AD57 Tiksokortol, kombinacije
R01AD60 Hidrokortizon, kombinacije

### R01AX Drugi nazalni preparati
R01AX01 Kalcijum heksaminski tiocijanat
R01AX02 Retinol
R01AX03 Ipratropijum bromid
R01AX05 Ritiometan
R01AX06 Mupirocin
R01AX07 Heksamidin
R01AX08 Framicetin
R01AX09 Hijaluronska kiselina
R01AX10 Razno
R01AX30 Kombinacije

## R01B Nazalni dekongestanti za sistemsku upotrebu

### R01BA Simpatomimetici
R01BA01 Fenilpropanolamin
R01BA02 Pseudoefedrin
R01BA03 Fenilefrin
R01BA51 Fenilpropanolamin, kombinacije
R01BA52 Pseudoefedrin, kombinacije
R01BA53 Fenilefrin, kombinacije